# Cornelis Galle (rézmetsző, 1576–1650)

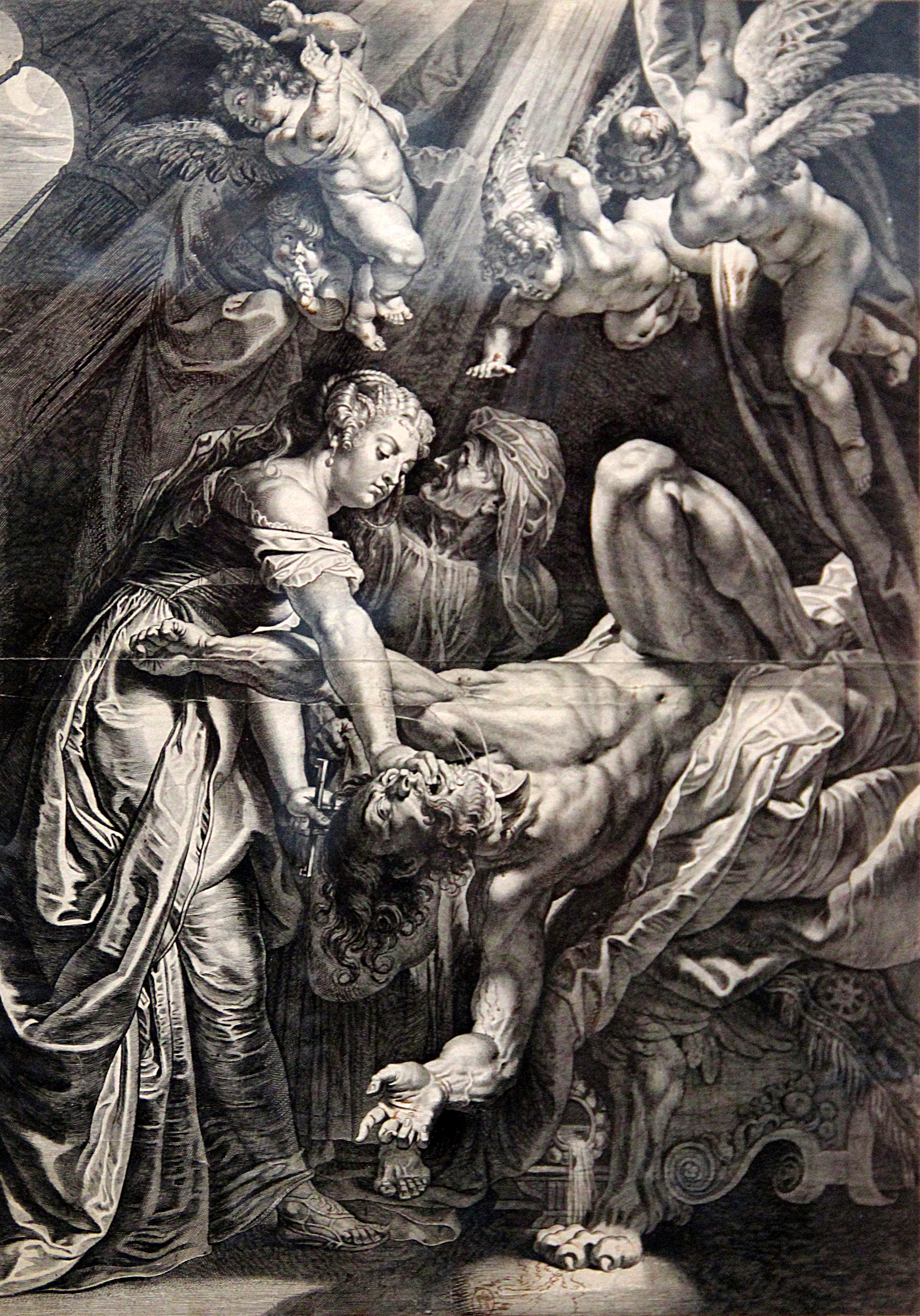
Judith lefejezi Holofernészt (1610-1620), Cornelis Galle - Bibliothèque nationale de France (Paris)

Cornelis Galle (Antwerpen, 1576 – Antwerpen, 1650. március 29.) flamand barokk kori rézmetsző. Neve előfordul Cornelius Gallaeus alakban is.

## Élete
Philip Galle fia. Apja tanítványa volt. 1596-ban testvérével, Theodorral Rómába utazott, ahol valószínűleg 1610-ig tartózkodott, ekkor felvették az antwerpeni Szt. Lukács céhbe. Nemsokára rézmetszőiskolát hozott létre, ahol számos híres művészt képzett. Műveit a saját rajzai és más művészek nyomán véste.
Római tartózkodása alatt Raffaello, Tiziano, Annibale Carracci, Guido Reni és Jacopo Bassano festményeinek rajzmásolatait készítette el, melyekből metszeteket is készített. Dolgozott Rubens számára is. Gyakran készített metszeteket Anthony Van Dyck és más németalföldi művészek nyomán, mint Marten de Vos, Hendrik Goltzius és Jacob Franquart. Rubens rajza (allegóriája) után ő készítette Petra Sancta De symbolis heroicis… (Antwerpen, 1634) című művének címlap-metszetét is.
A hagyományos száraz rajztechnikát és stílust művelte, mely az apja műhelyére volt jellemző. Később már nem tudott olyan munkát végezni, mely kielégítette volna Rubens igényeit a festményei reprodukcióinak elkészítéséhez, ezért 1610 után Rubens szinte kizárólag a haarlemi iskola képviselőivel dolgozott együtt. Galle azonban továbbra is együttműködött Rubensszel címlapok és illusztrációk készítésénél Christoffel Plantin könyveihez.